# Рауа
Ра́уа (эст. Raua — «Железный») — микрорайон в районе Кесклинн города Таллина, столицы Эстонии.

## География

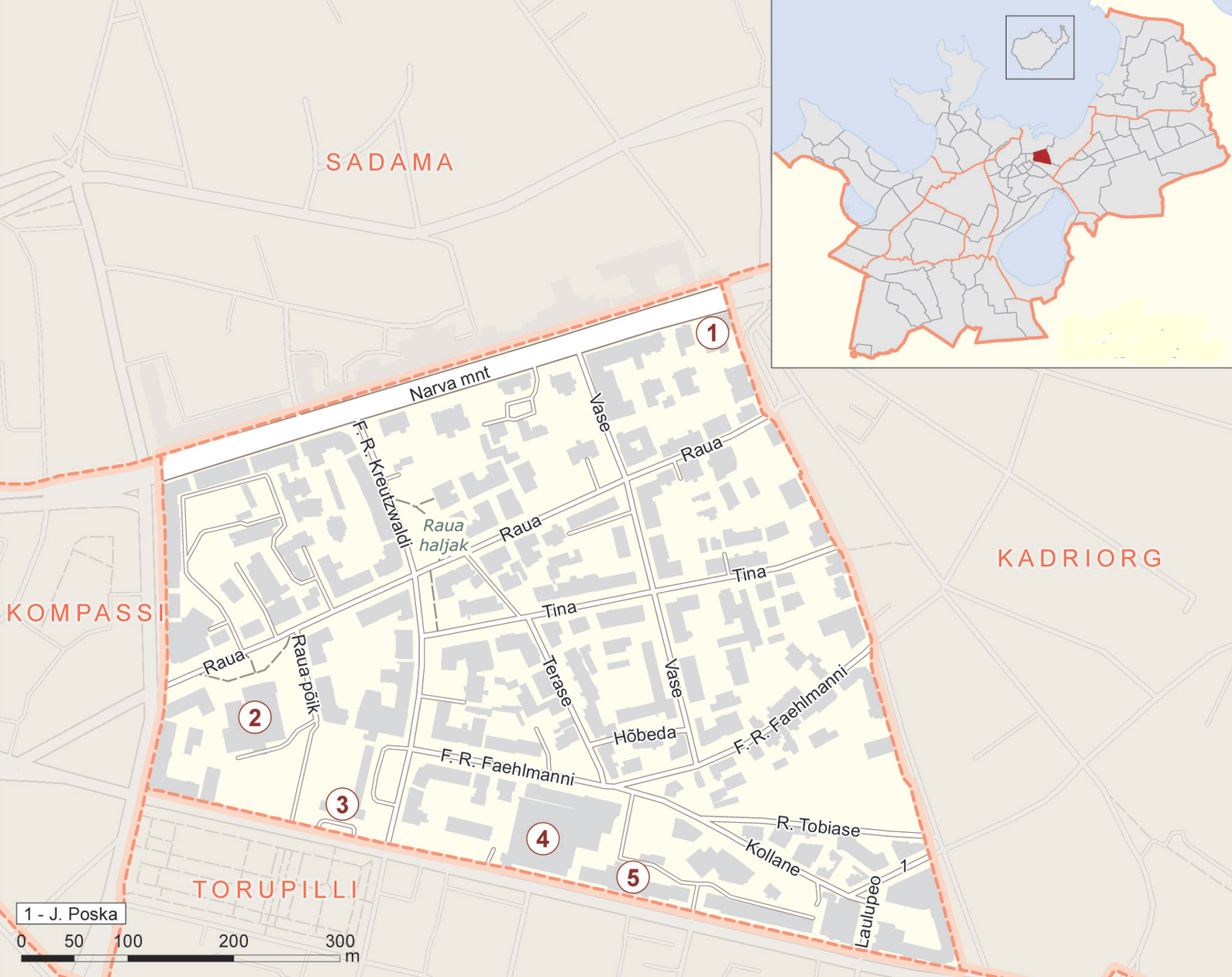
Карта микрорайона Рауа

Расположен в центральной части Таллина в окрестностях улицы Рауа, по которой он получил своё название. Граничит с микрорайонами Кадриорг, Компасси, Садама и Торупилли. Площадь — 0,31 км². Плотность населения на 1 января 2023 года — 20935,4 чел/км².

## Улицы
По территории микрорайона проходят улицы: Вазе, Юри Вильмса, Гонсиори, Коллане, 
Фридриха Рейнгольда Крейцвальда, Нарвское шоссе, Яана Поска, Пронкси, Рауа, Рауа пыйк, Теразе, Тина, Рудольфа Тобиаса, Фридриха Роберта Фельмана, Хыбеда.

## Население
| Численность населения микрорайона Рауа на 1 января по данным Регистра народонаселения | Численность населения микрорайона Рауа на 1 января по данным Регистра народонаселения | Численность населения микрорайона Рауа на 1 января по данным Регистра народонаселения | Численность населения микрорайона Рауа на 1 января по данным Регистра народонаселения | Численность населения микрорайона Рауа на 1 января по данным Регистра народонаселения | Численность населения микрорайона Рауа на 1 января по данным Регистра народонаселения | Численность населения микрорайона Рауа на 1 января по данным Регистра народонаселения | Численность населения микрорайона Рауа на 1 января по данным Регистра народонаселения |
| 2008                                                                                  | 2010                                                                                  | 2011                                                                                  | 2012                                                                                  | 2013                                                                                  | 2014                                                                                  | 2015                                                                                  | 2016                                                                                  |
| ------------------------------------------------------------------------------------- | ------------------------------------------------------------------------------------- | ------------------------------------------------------------------------------------- | ------------------------------------------------------------------------------------- | ------------------------------------------------------------------------------------- | ------------------------------------------------------------------------------------- | ------------------------------------------------------------------------------------- | ------------------------------------------------------------------------------------- |
| 4927                                                                                  | ↗5060                                                                                 | ↗5204                                                                                 | ↗5273                                                                                 | ↗5357                                                                                 | ↗5654                                                                                 | ↗5851                                                                                 | ↗6081                                                                                 |
| 2017                                                                                  | 2018                                                                                  | 2019                                                                                  | 2020                                                                                  | 2021                                                                                  | 2022                                                                                  | 2023                                                                                  |                                                                                       |
| ↗6088                                                                                 | ↗6224                                                                                 | ↘5959                                                                                 | ↗6316                                                                                 | ↗6437                                                                                 | ↗6469                                                                                 | ↗6490                                                                                 |                                                                                       |

## История
Топоним Рауа использовался уже в начале 20-го столетия. Название улицы Рауа (эст. Raua — «Железная») повлияло на то, какие имена были даны другим улицам микрорайона: Вазе (эст. Vase) — «Медная», Хыбеда (эст. Hõbeda) — «Серебряная», Тина (эст. Tina) — «Оловянная», Теразе (эст. Terase) — «Стальная».

Архивные фотографии современного микрорайона Рауа, 1939 год
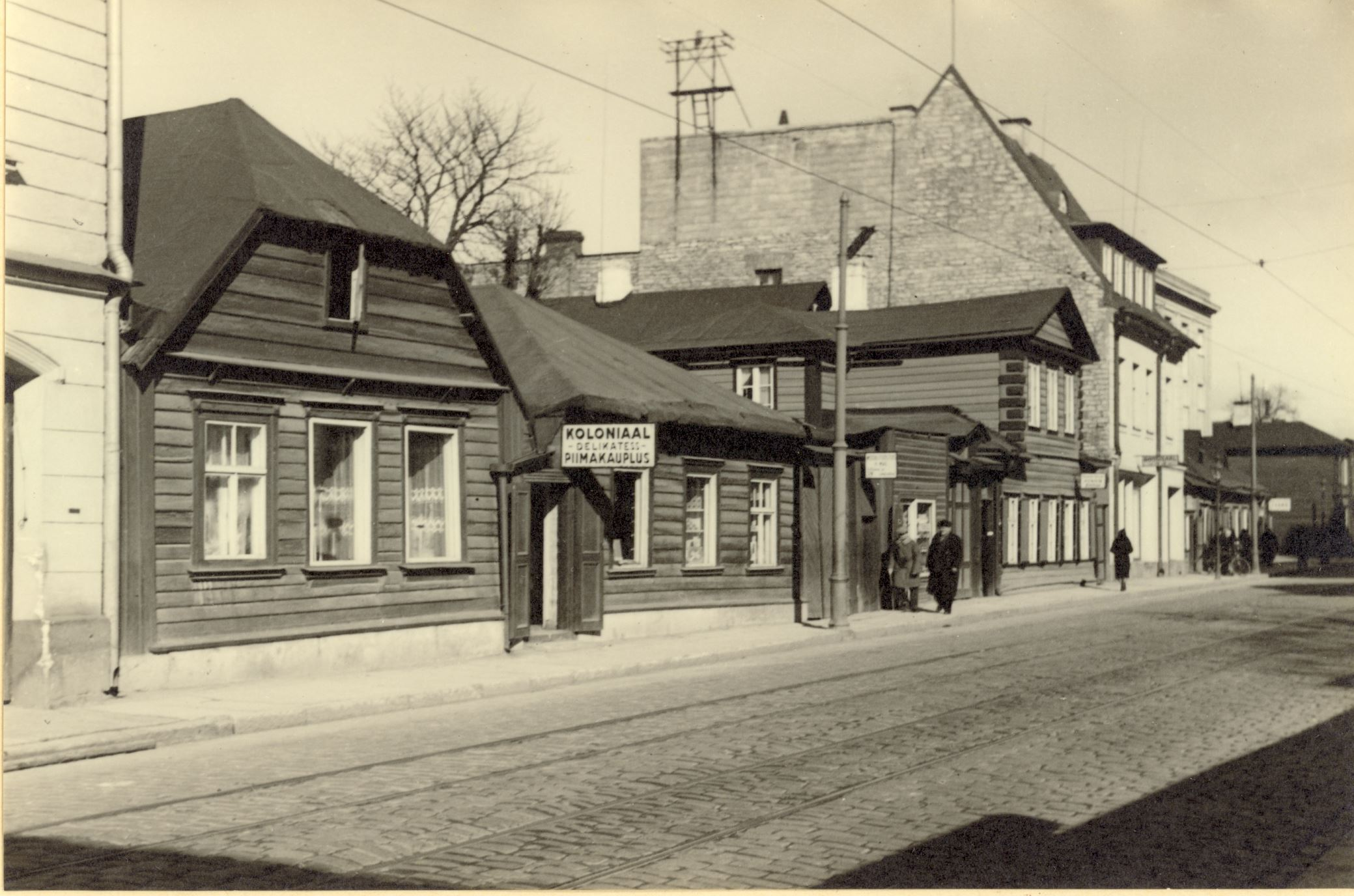
Нарвское шоссе, д. 39
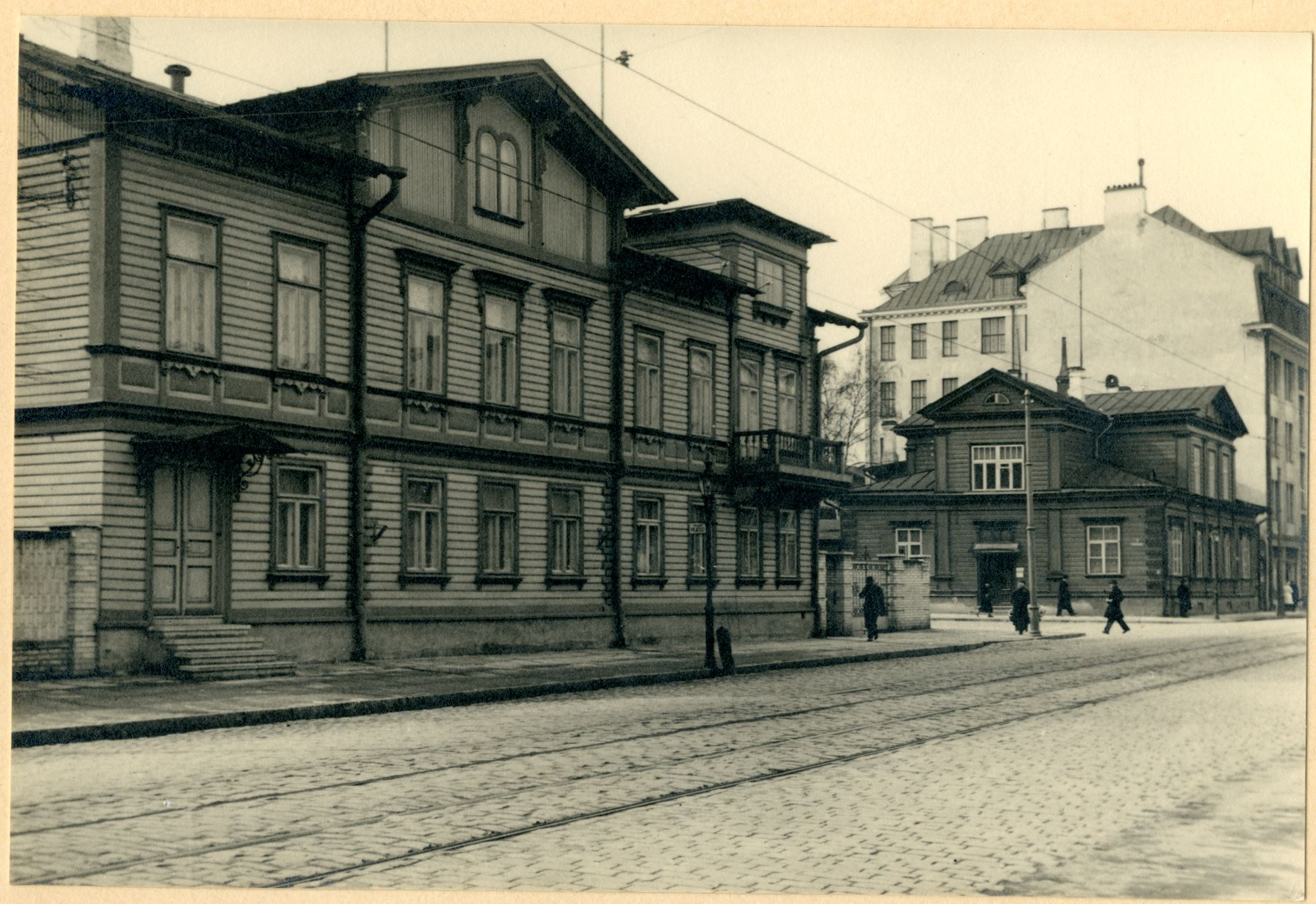
Нарвское шоссе, д. 44
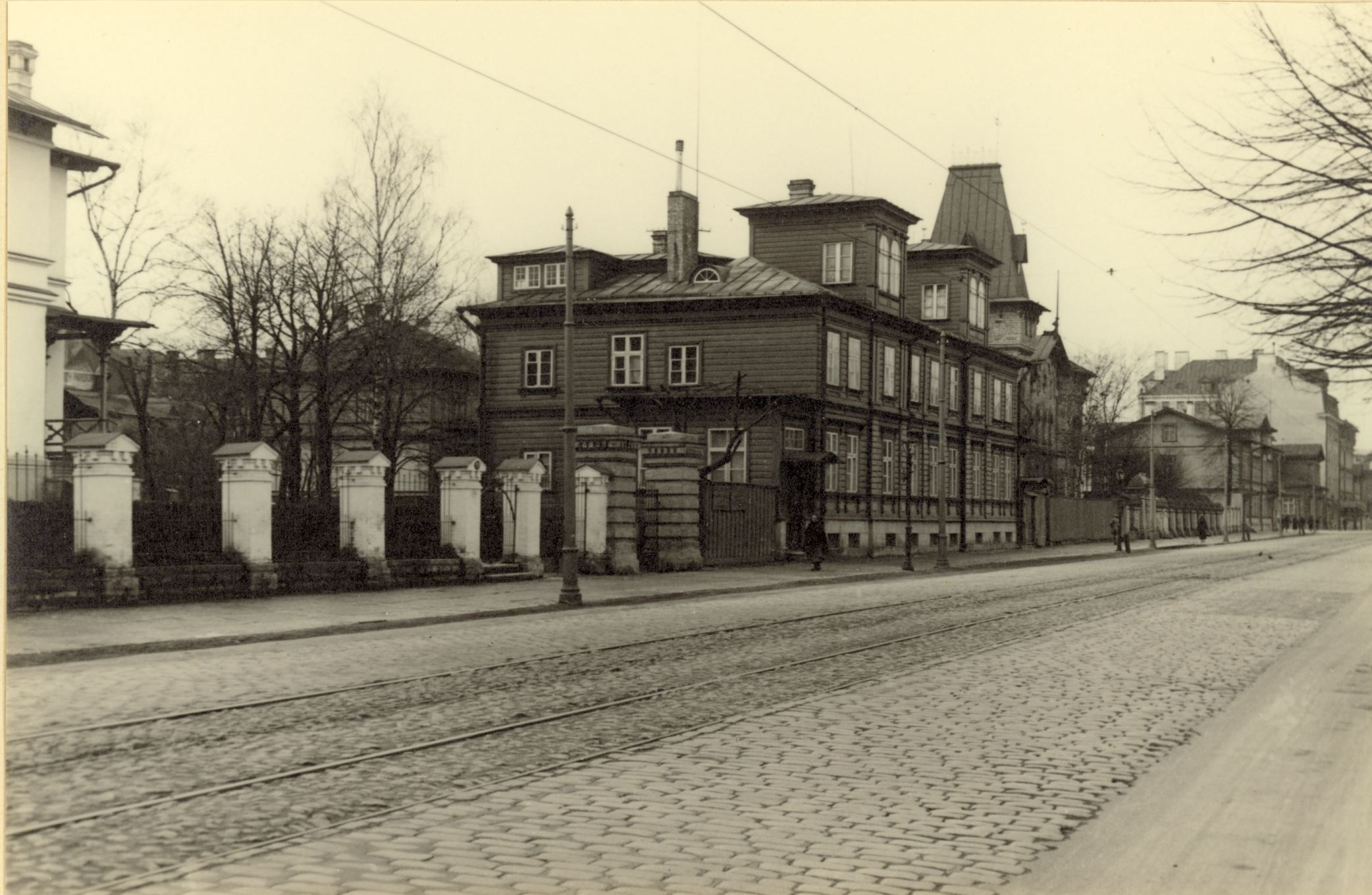
Нарвское шоссе, д. 50
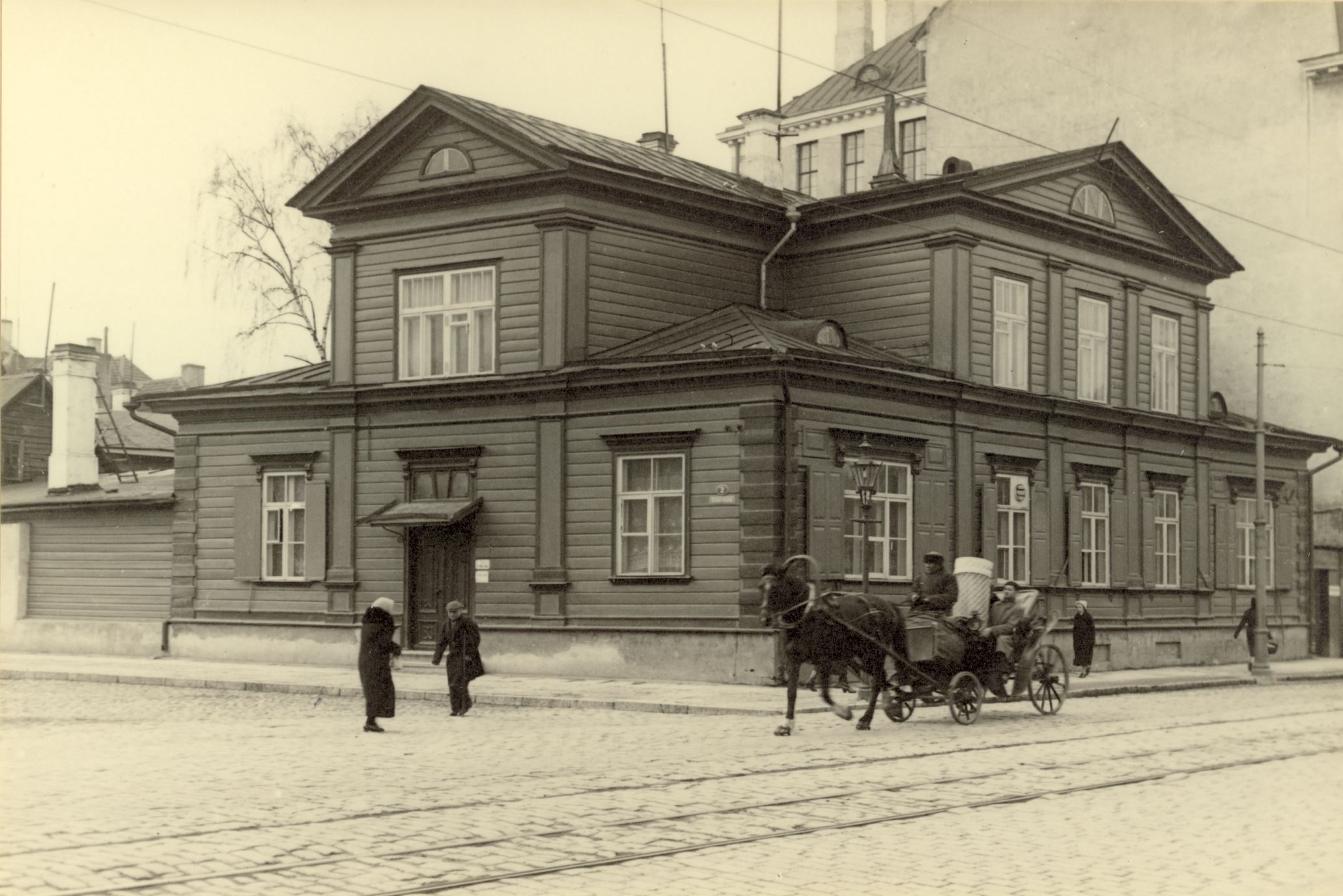
Угол Нарвского шоссе и улицы Крейцвальда

## Учреждения, предприятия и организации
- F. R. Kreutzwaldi tn 14 — 2-звёздочная гостиница «Center Hotel»[10];
- F. R. Kreutzwaldi tn 14 — Эстонская национальная телерадиовещательная корпорация.
- Gonsiori tn 21 — Дом радио[11];
- Narva mnt 28 — Таллинская музыкальная школа[12];
- Narva mnt 30 — посольство Турции[13];
- Raua tn 6 — Таллинская 21-я школа[14];
- Vase tn 9A — Таллинская финская школа[15].

## Галерея

Микрорайон Рауа
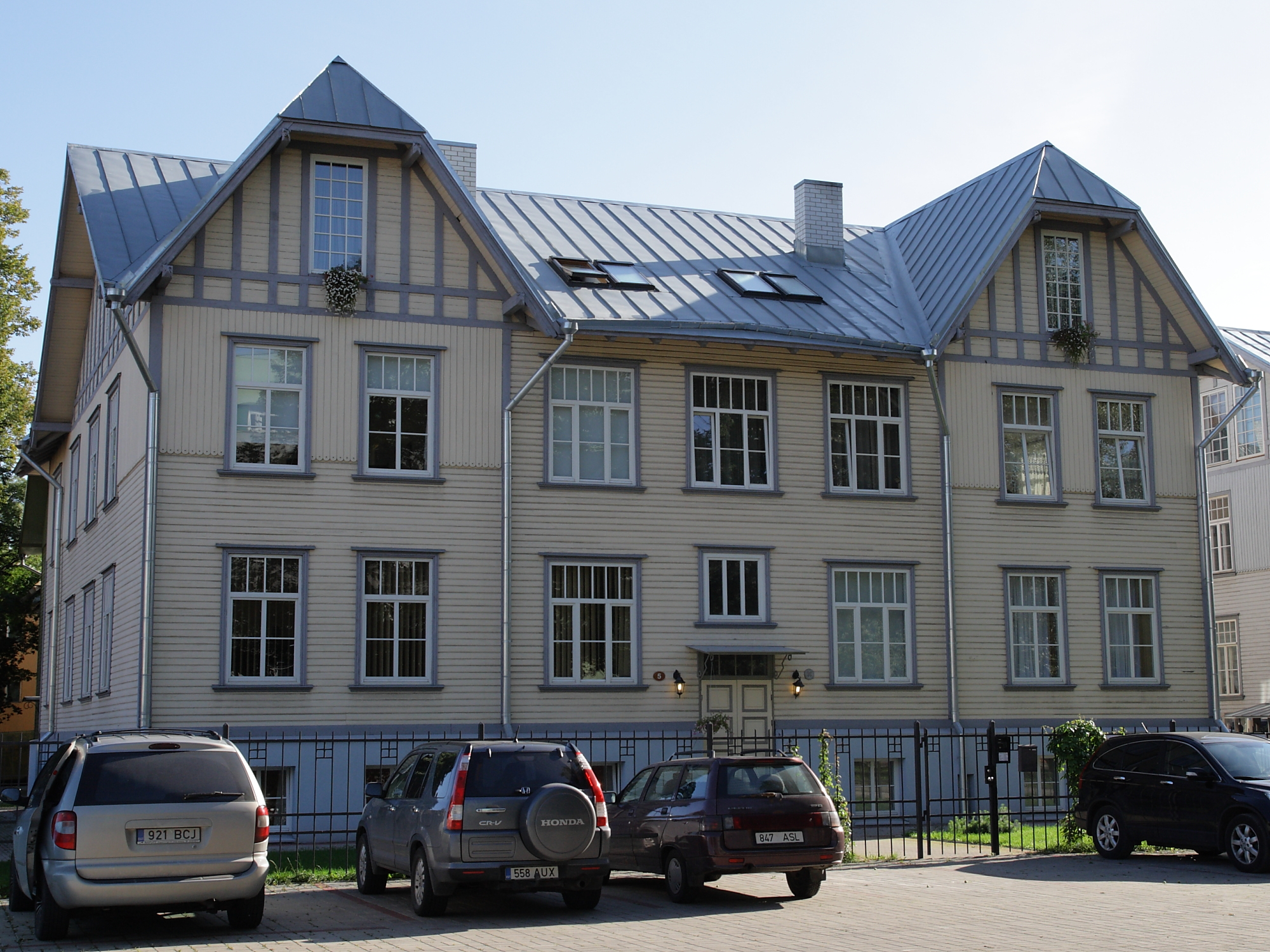
Улица Крейцвальда 5
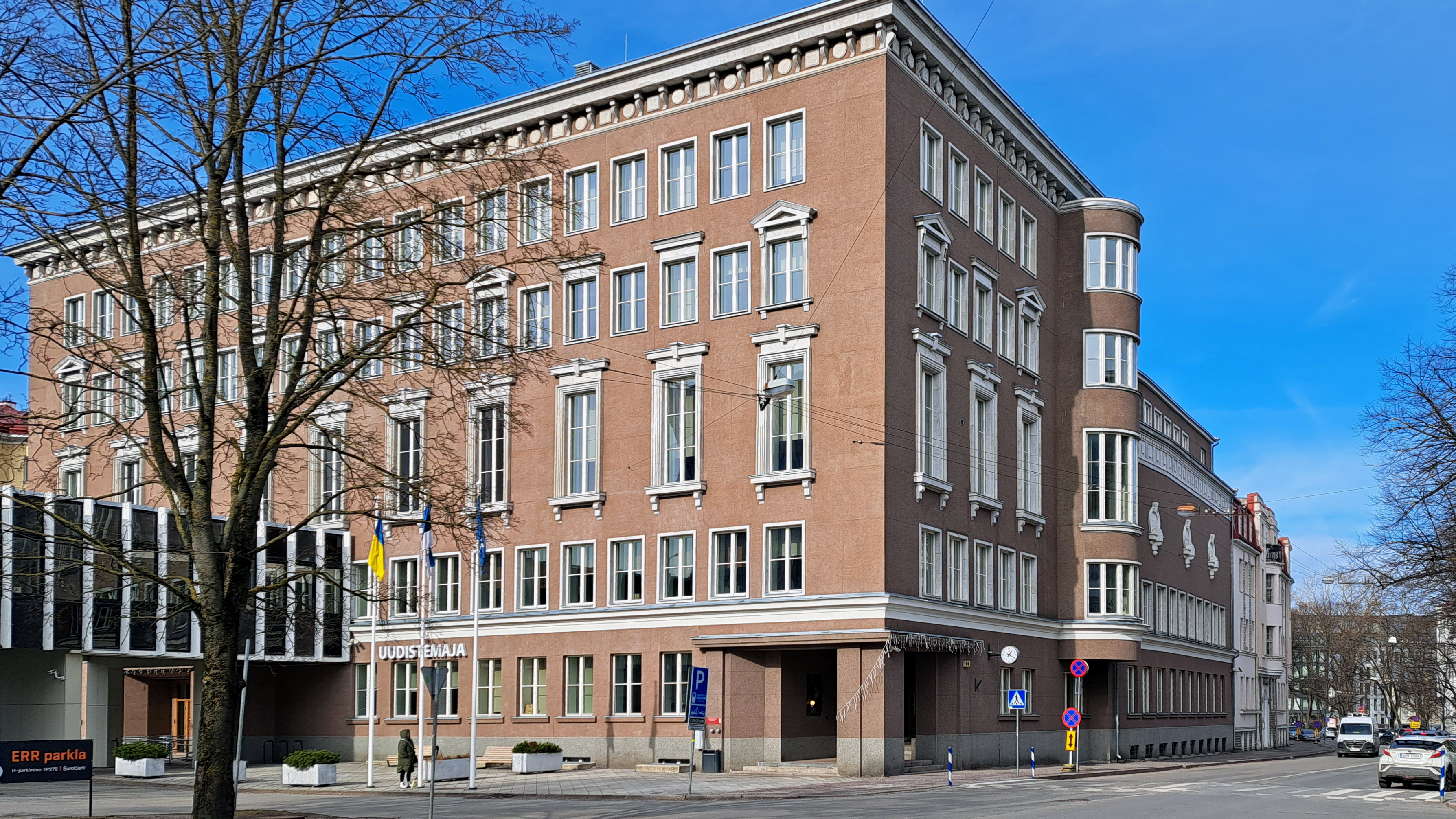
Ул. Крейцвальда, д. 14
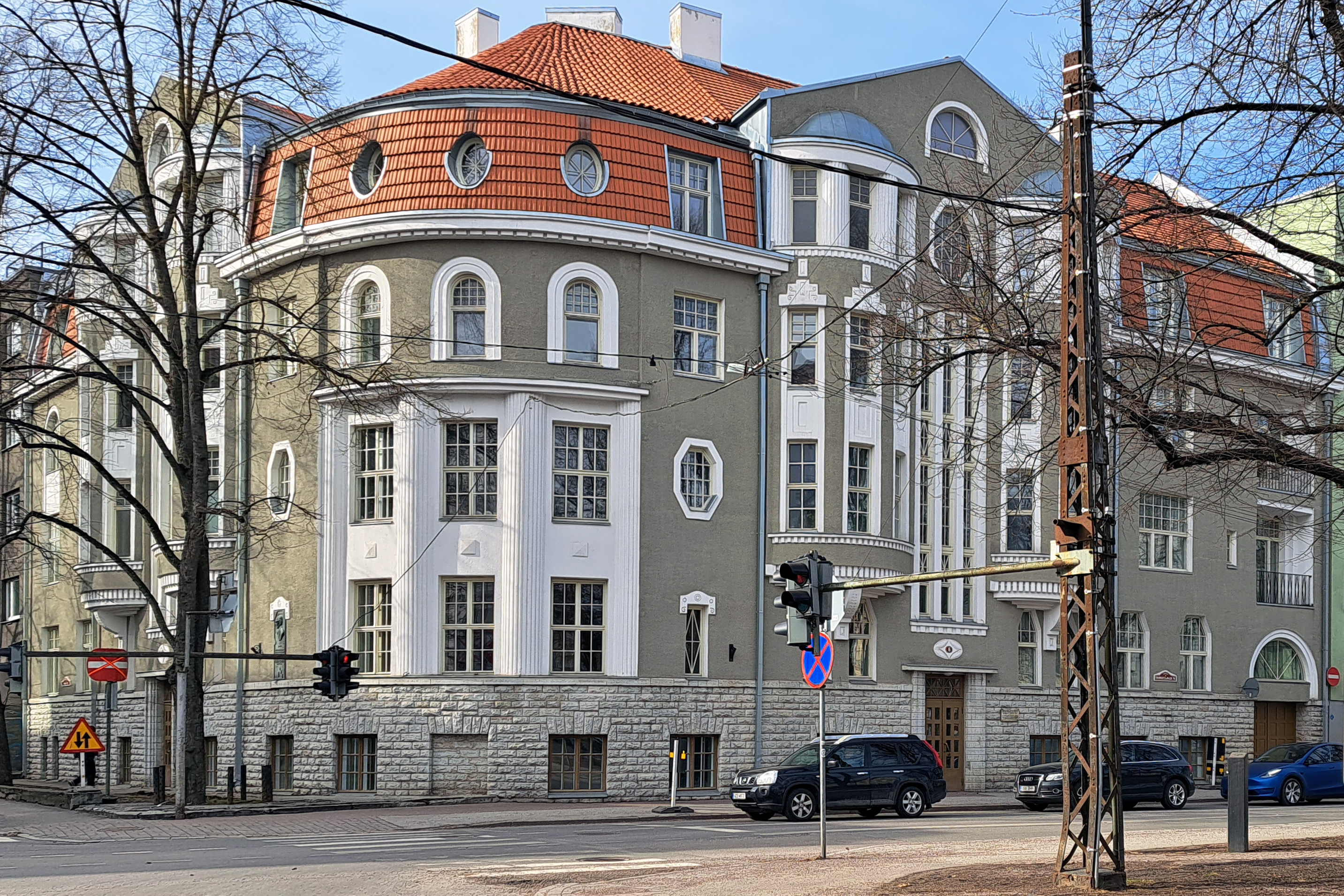
Ул. Крейцвальда, д. 16
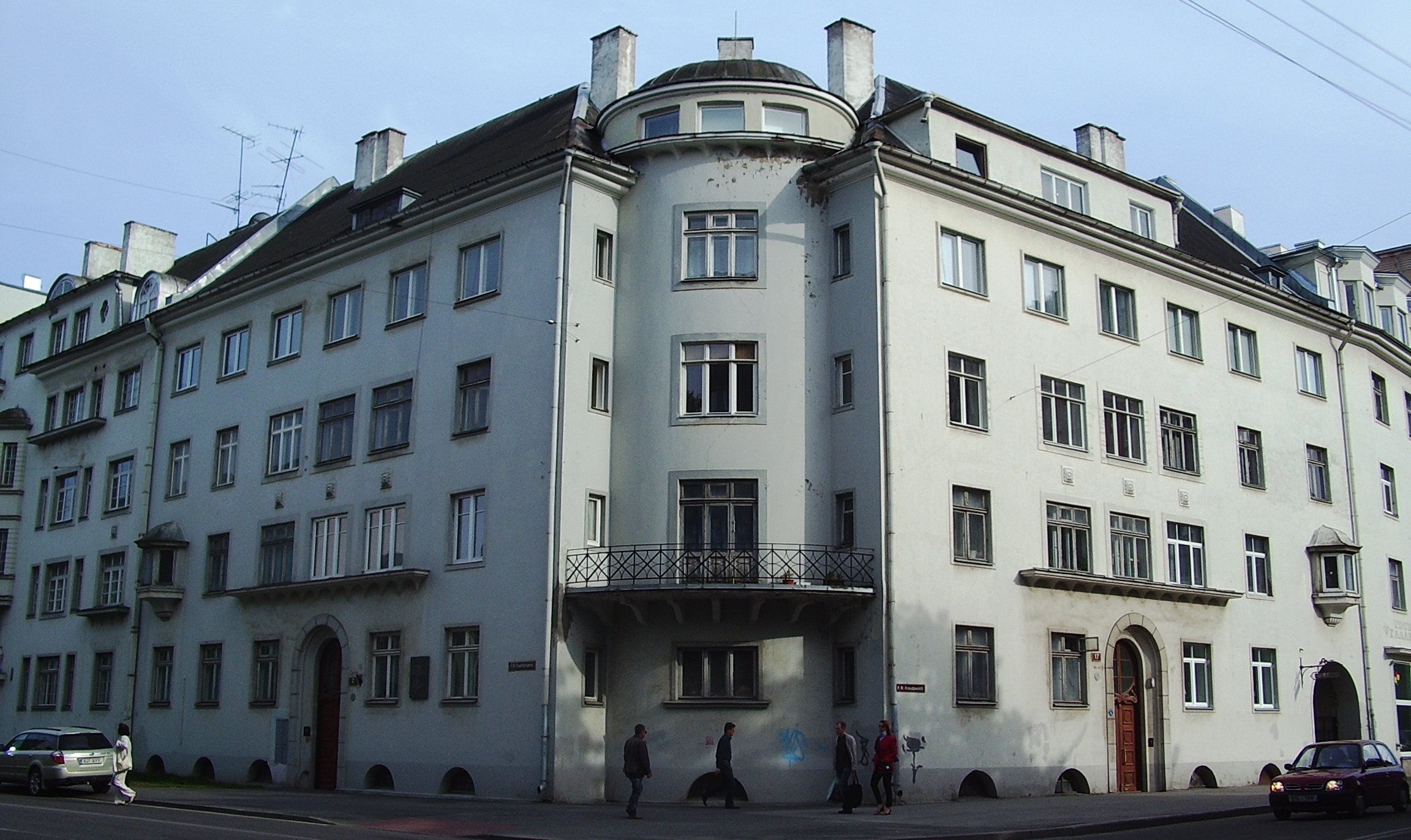
Ул. Рауа 39 / ул. Крейцвальда, д. 16
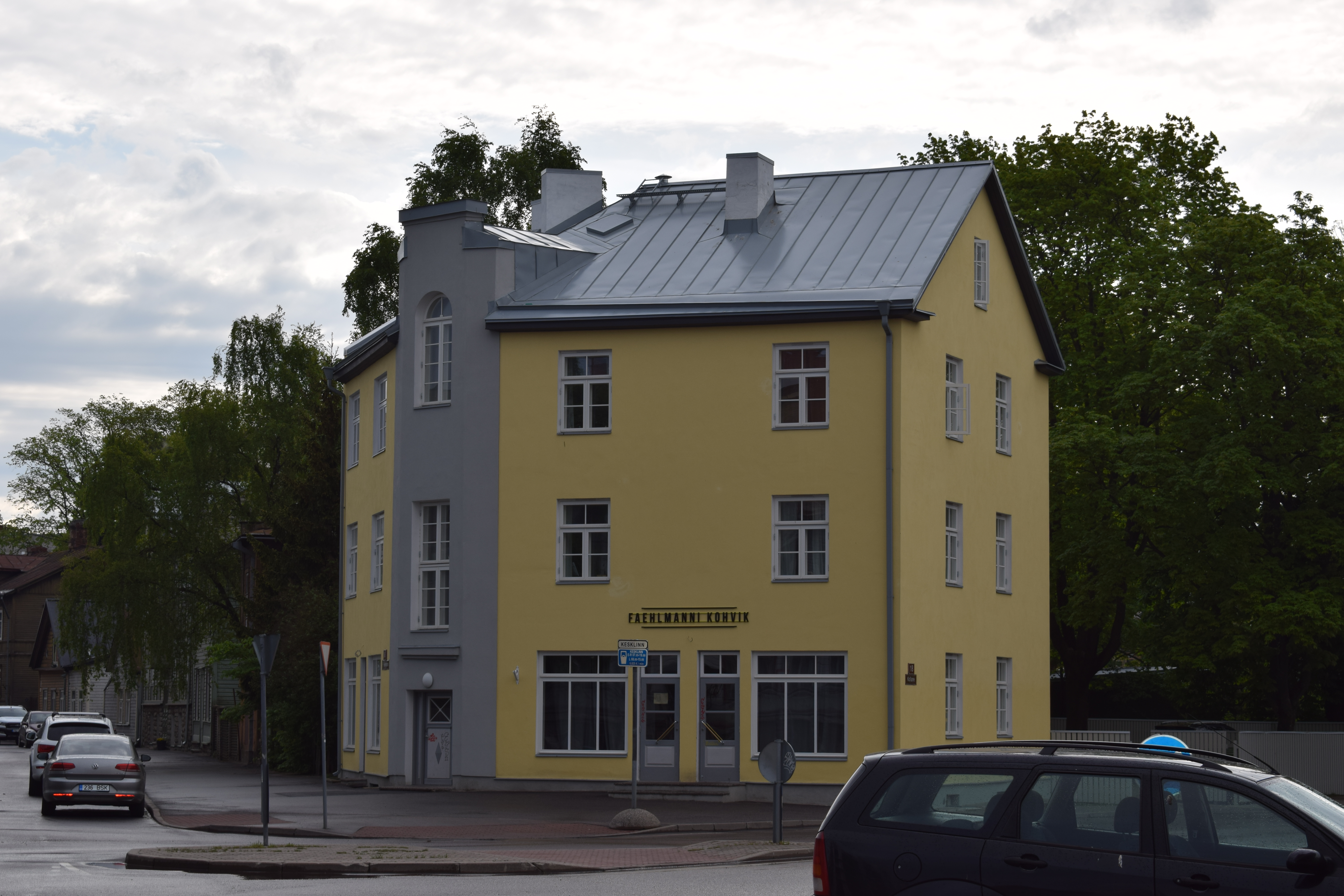
Улица Фельмана, д. 18
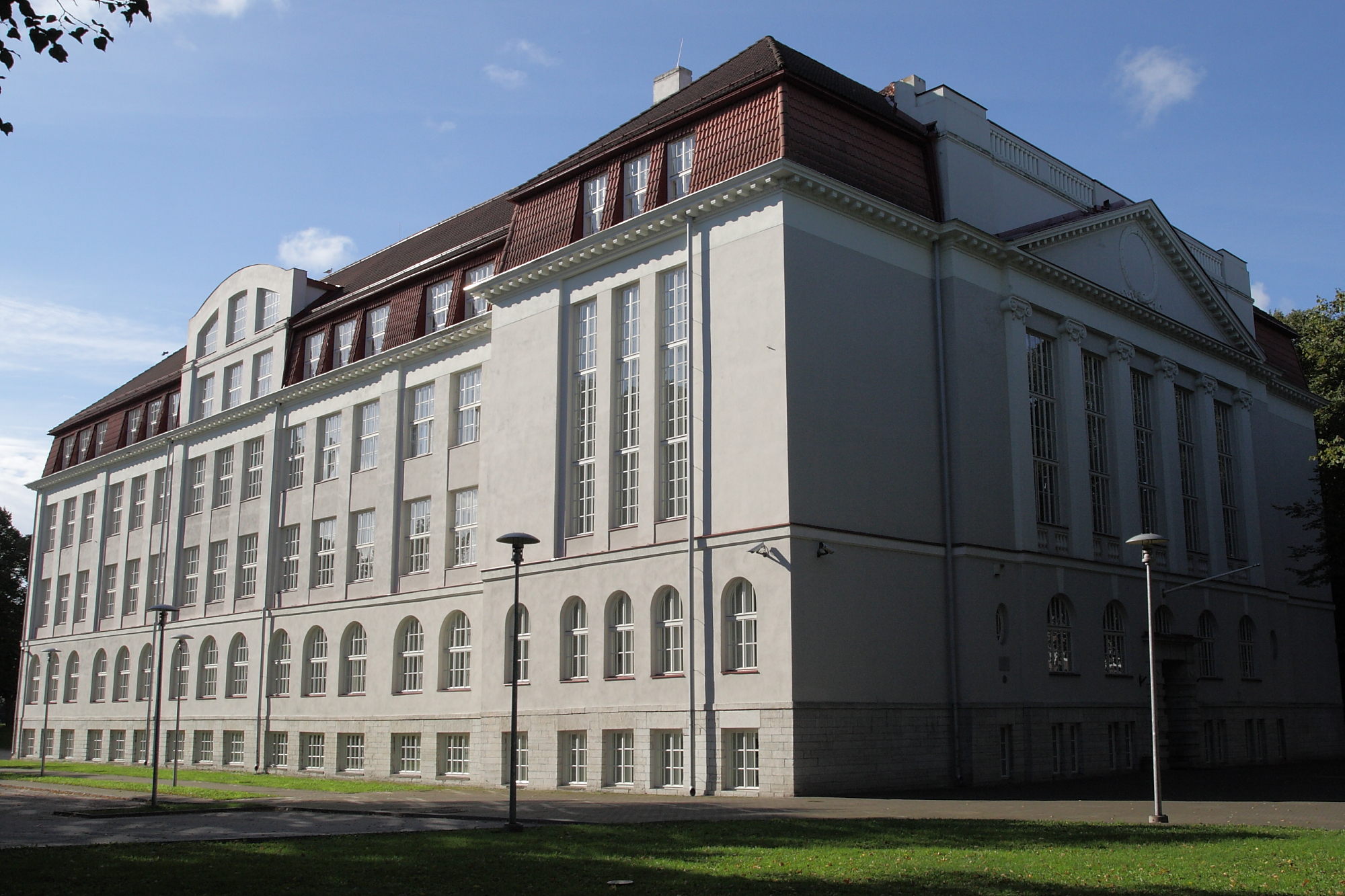
Улица Рауа, д. 6 (21-я школа)
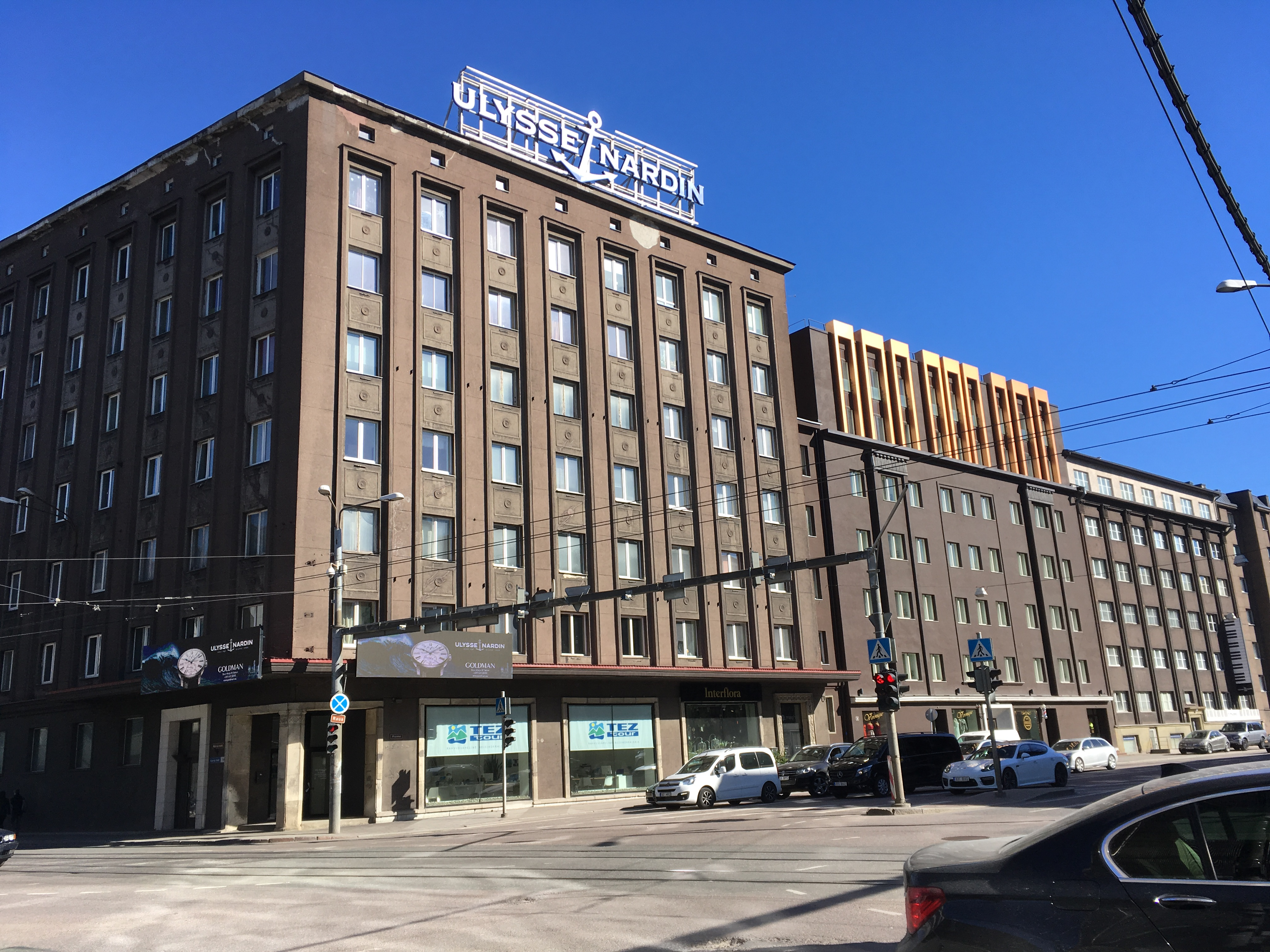
Нарвское шоссе, д. 14
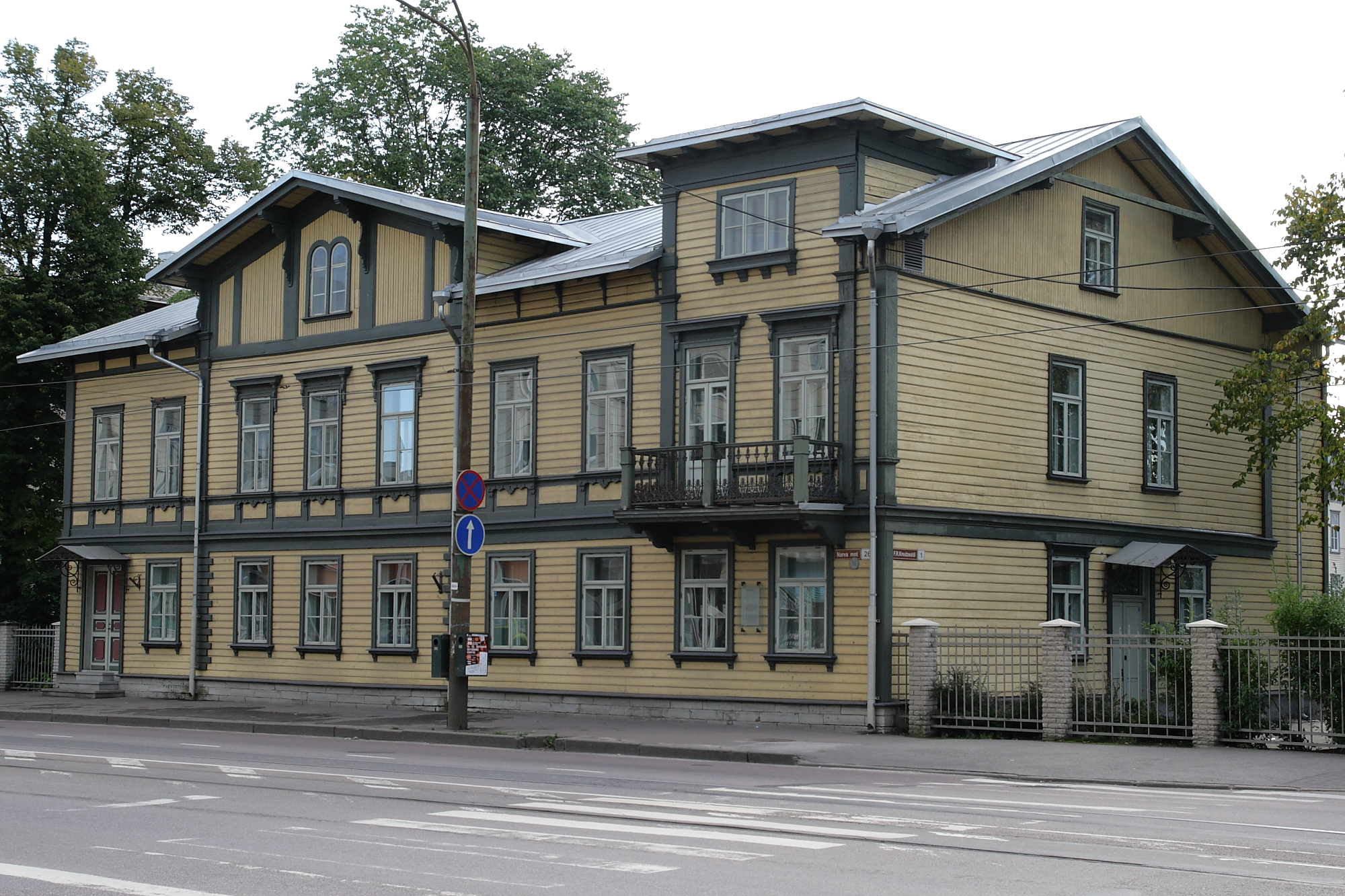
Нарвское шоссе, д. 26
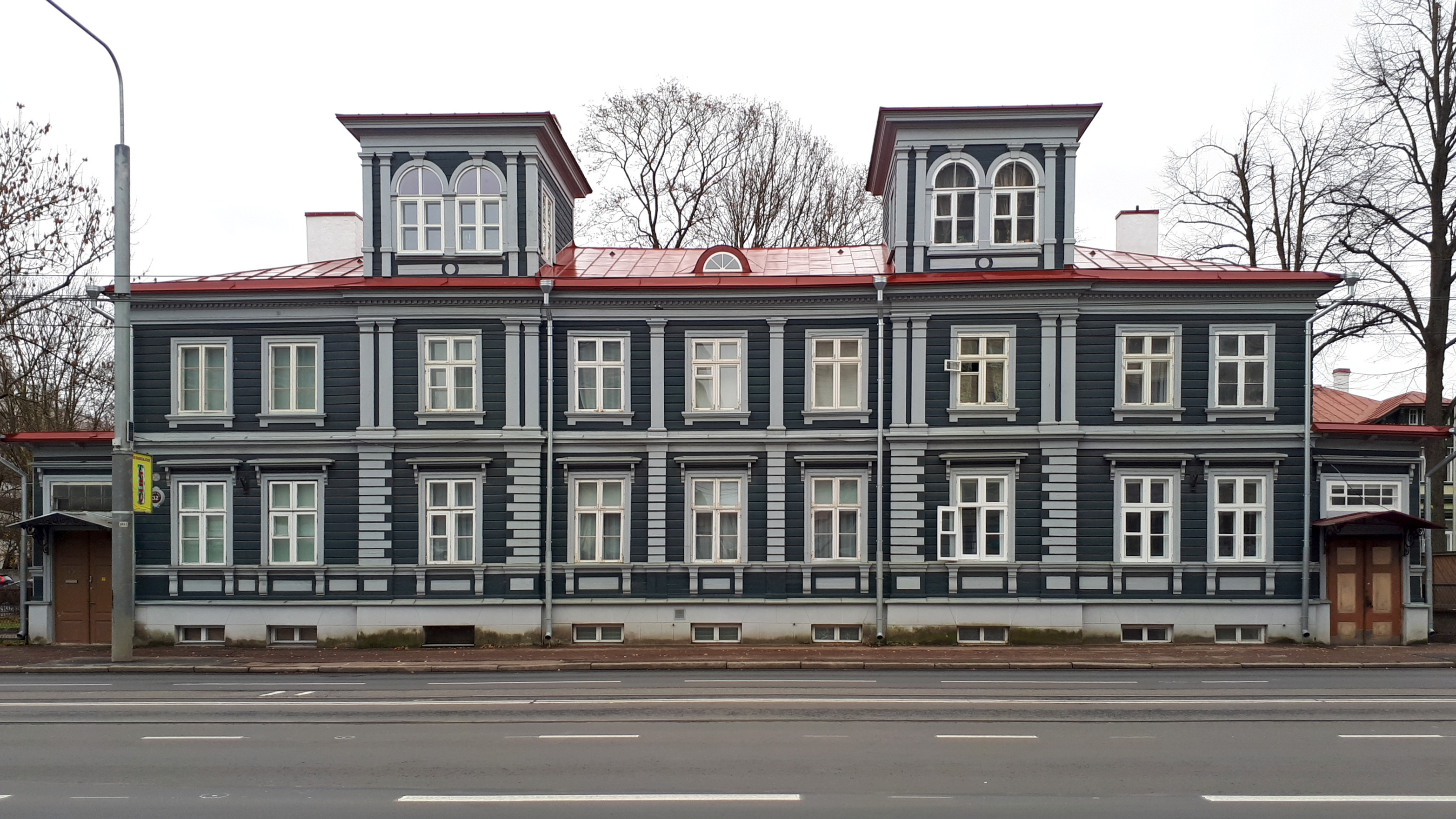
Нарвское шоссе, дом 32 (построен в 1897 году)
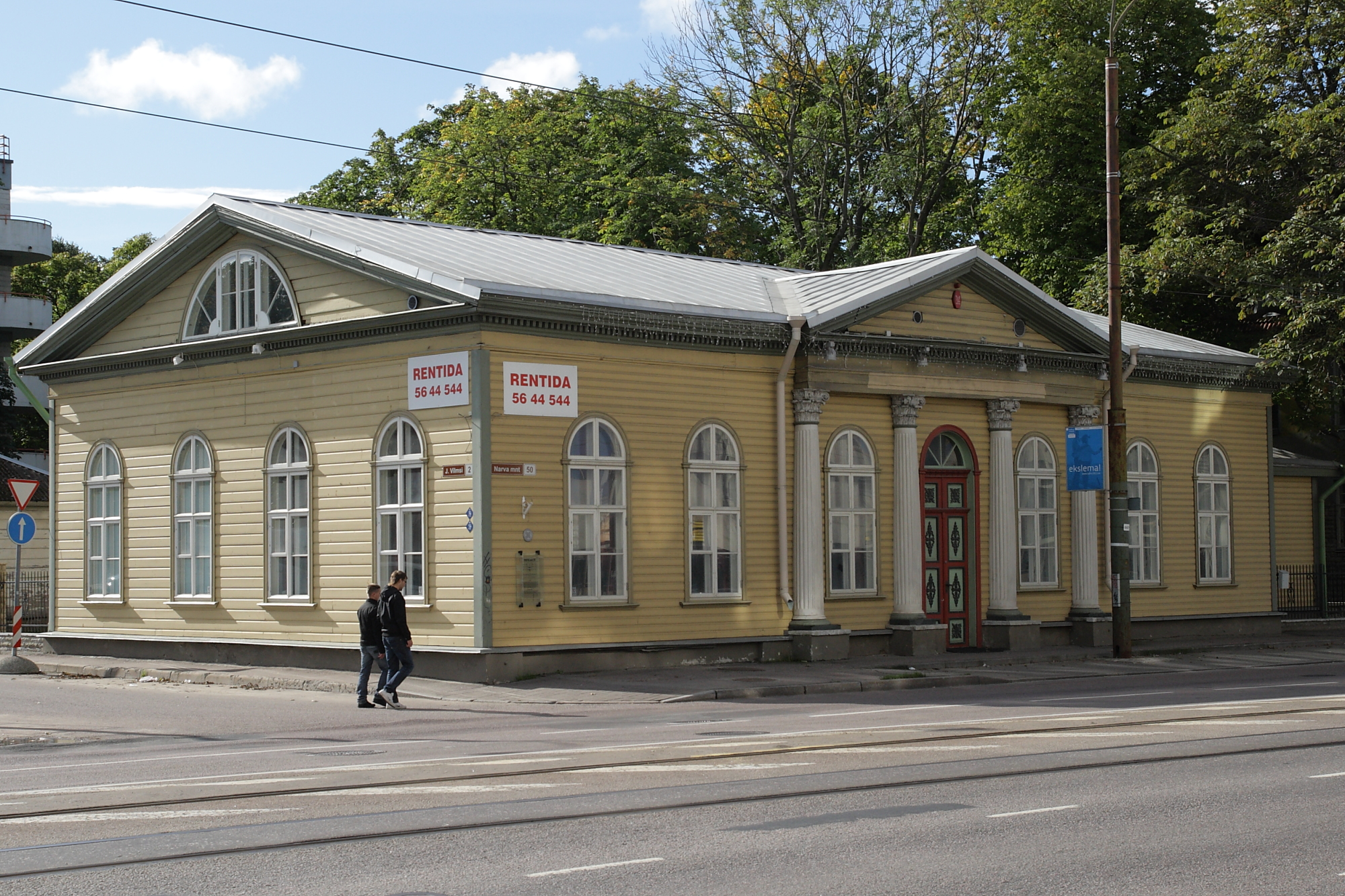
Нарвское шоссе, д. 50
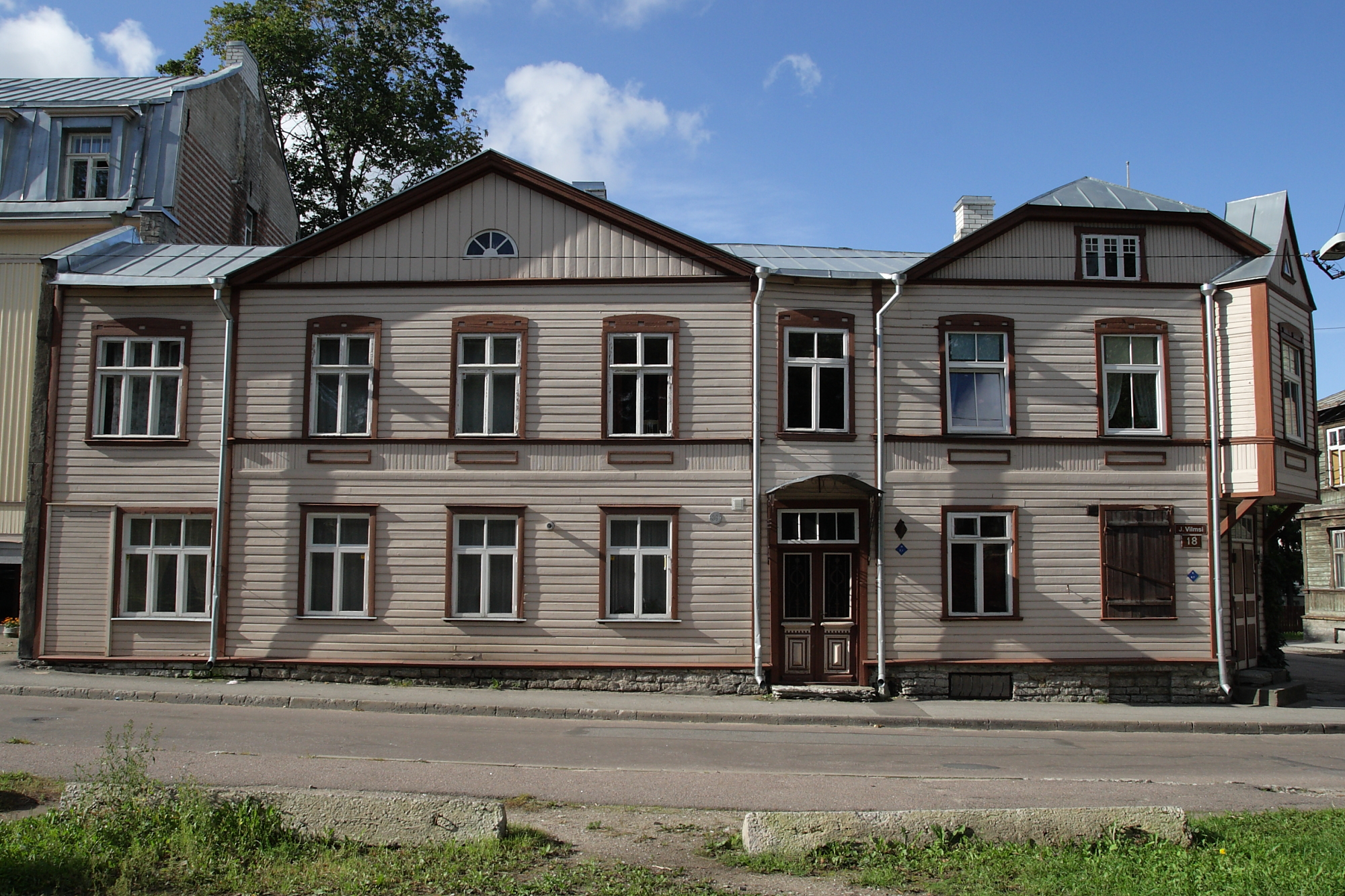
Ул. Вилмси 18/ ул. Тина 1
Улица Вилмси, д. 20
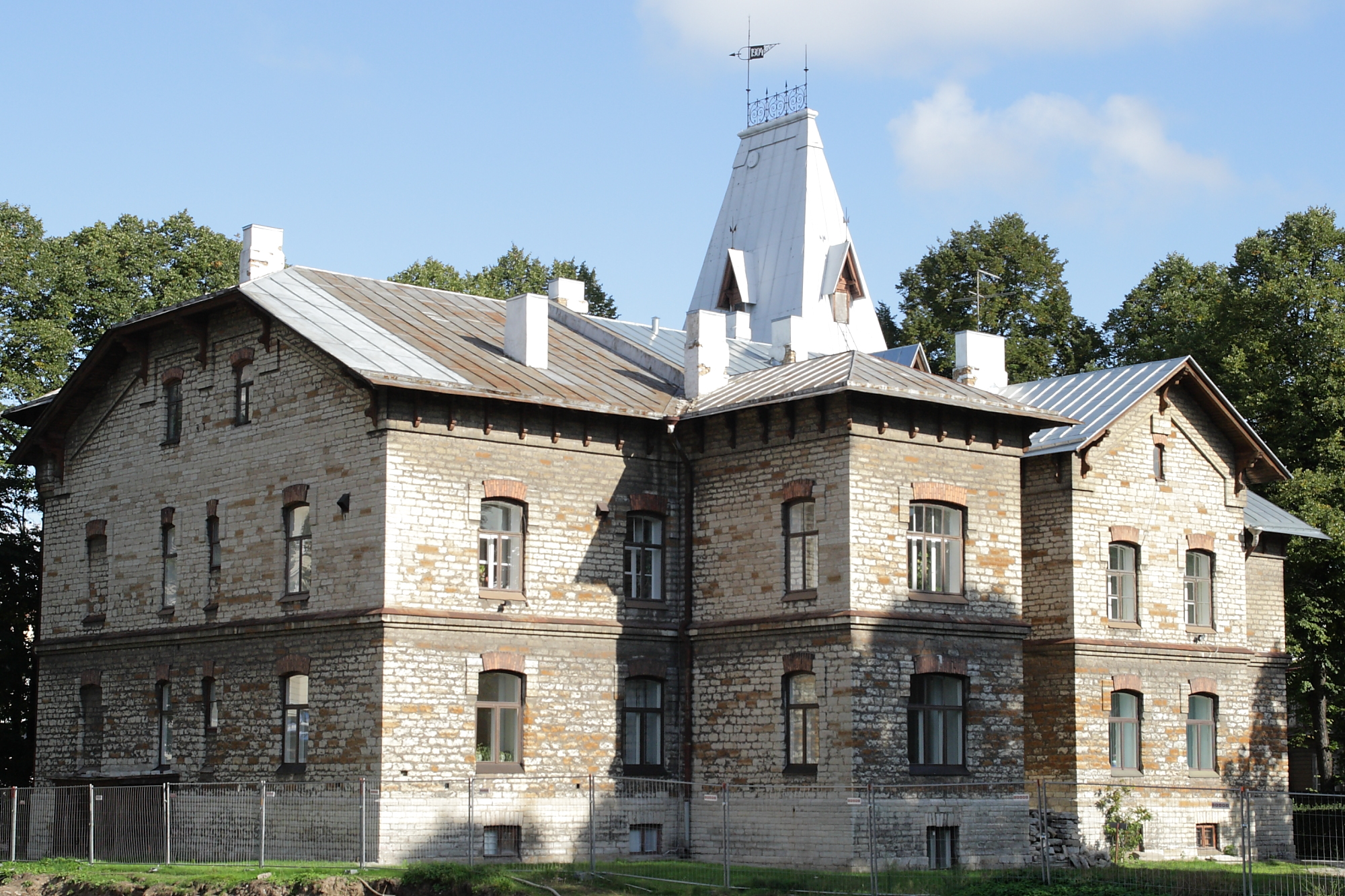
Таллинская музыкальная школа
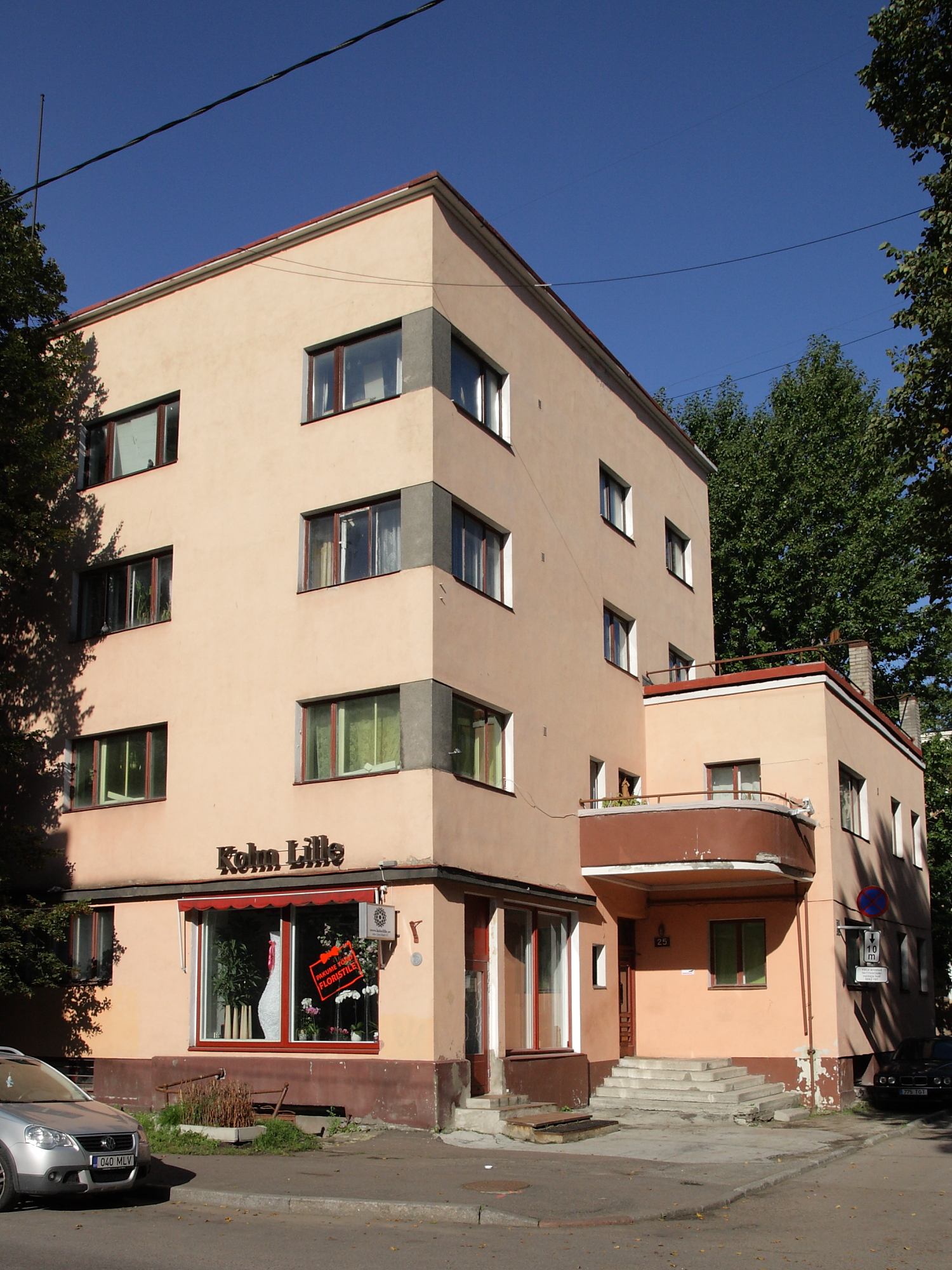
Улица Рауа, д. 25
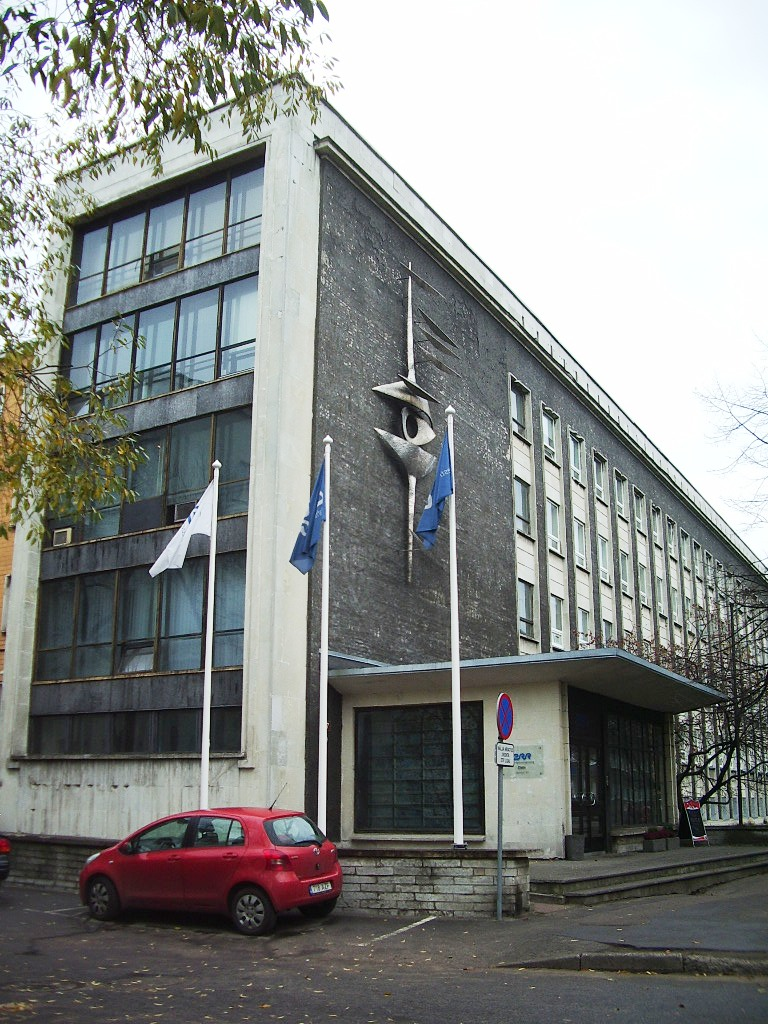
Здание Эстонского телевидения